# Silvia Casanova
Silvia Casanova (n. Pomar de Valdivia, Palencia, España), 18 de enero de 1933) es una actriz española.

## Biografía
Nacida en Pomar de Valdivia (Palencia), con tres meses, su familia compuesta por nueve hermanos emigra a Reinosa (Cantabria), donde su padre montó un bar. Después de 17 años viviendo en Reinosa, se fue a vivir a Valladolid, donde se casó, formó una familia, y empezó a formarse y a trabajar como actriz en el año 1971. 
En 1975 se trasladó a Madrid con sus cuatro hijos para desarrollar su carrera como actriz. Su primer gran éxito y por lo que empezó a ser conocida fue protagonizando el El milagro de P. Tinto, contando en ese momento con 65 años de edad.
En el año 2018, cuando contaba con 85 años, empieza a rodar en Valdelavilla, en las Tierras Altas de Soria, la serie El pueblo de Telecinco y Prime Video, donde hace el papel de doña Emilia, la madre de Cándido, el alcalde del ficticio pueblo de Peñafría.

## Trabajos
Entre sus numerosos trabajos destaca el personaje de doña Emilia en El pueblo. Además, ha tenido papeles episódicos en otras series como Los Serrano, Aquí no hay quien viva, Aída, Hospital Central, La que se avecina, Amar es para siempre, Yo soy Bea, Servir y proteger o Señoras del (h)AMPA y Elite.
En cine, ha aparecido en películas como El milagro de P. Tinto, La comunidad, Viaje al centro de una madre, Que se mueran los feos o Amalia en el otoño.

## Polémicas
El 23 de junio de 2023 se estrenó un  anuncio del Ministerio de Igualdad con motivo de la semana del Orgullo LGTBIQ+, en el cual Casanova era la protagonista y se recordaban los últimos avances sociales. A los pocos días, el periodista de Mediaset, Asier Montaño, hizo público un video en su cuenta de Twitter, en el cual se podía ver a Casanova lanzándole comentarios homófobos. La familia de la actriz respondió con un comunicado en el que explicaba y defendía el honor de la actriz.